# Blue Comet SPT Layzner
Blue Comet SPT Layzner (яп. 蒼き流星SPTレイズナー Голубой метеор СПТ Лейзнер) — аниме-сериал, созданный студией Sunrise впервые транслировался по телеканалу Nippon TV с 10 октября 1985 по 26 июня 1986 года. Режиссёр — Рёсукэ Такахаси, известный также за свою работу над меха-сериалам Armored Trooper Votoms а также работал сценаристом над такими сериалами, как  Panzer World Galient, Tetsuwan Atom, Zero Tester, Fang of the Sun Dougram, Cyborg 009, Gasaraki и Blue Gender.
Во время выпуска сериала студией Sunrise были выпущены 3 OVA серии. Первая и вторая серия кратко пересказывает первую и вторую часть сериала, третья же серия является альтернативной историей.

## Сюжет
Действие происходит в футуристическом 1996 году. Люди усовершенствовали технологии и теперь могут путешествовать в космосе на дальние расстояния и основали базы на Луне и Марсе. Тем не менее холодная война между США и СССР не прекратилась и теперь обе стороны устроили гонки по строительству новых военных объектов в космическом пространстве, поэтому угроза ядерного конфликта нависла над человечеством из космоса.
Тем временем на Марсе была создана программа обмена Организацией Объединенных Наций в целях содействии мира и взаимопонимания. Так образуется Космический Клуб Культуры, состоящий из 16 мальчиков и девочек. Однажды на базу ООН нападают неизвестные роботы и уничтожают её полностью. Из космического клуба выживают только шесть человек: Элизабет, Артур, Рон, Давид, Симон и Анна.
Позже выясняется, что роботы принадлежат инопланетной цивилизации Градоз из созвездия Удория, которые намеренно ждали, когда две сверхдержавы (СССР и США) по мере бесконечной борьбы между собой ослабнут, чтобы устроить земле мгновенный блицкриг и завоевать её без лишних проблем. А также по причине, что их супер-компьютеры рассчитали, что в будущем придёт конец всем конфликтам и человечество объединится. Так люди начнут быстро распространяться по всей галактике и будут представлять серьёзную угрозу для Градоз.
Однако и среди градозианцев есть противники плана вторжения: космический пилот Налл Альберто, сын человека и градозианки, главная цель которого предупредить человечество о грядущем вторжении. На тех же людей, которые выжили после вторжения на Марсе, градозианцы начинают охоту, так как они единственные знают о вторжении инопланетян и могут сообщить это землянам, тем самым прервав холодную войну для последующего объединения и подготовки против инопланетных захватчиков. Главные герои же должны выбраться с Марса и как можно быстрее попасть на Землю.

## Список персонажей
Налл Альберто / Эйдзи Асука
Сэйю: Кадзухико Иноэ
Он полукровка, сын человеческого космонавта и градозианской женщины из дворянского рода. Является пилотом низшего ранга Градоз SPT в родной империи, по своей природе пацифист, но когда узнаёт о планах вторжения на землю, не колеблясь решает всеми способами спасти человечество. Несмотря на это, не может разорваться между своими убеждениями, так как лояльно относится ко своим градозианским товарищам, поэтому во время сражений на стороне людей старается никогда не убивать их. Среди людей берёт новое имя — Эйдзи Асука.
Анна Стефани
Сэйю: Хироко Эмори
Самый младший член Космического культурного клуба (ККК). Ей 14 лет. Она очень тихая и сдержанная девушка, при этом очень интуитивная, благодаря чему может с лёгкостью находить общий язык с другими людьми. Так она первая дружится с Эйдзи.
Дэвид Разерфорд
Сэйю: Хидэюки Умэдзу
Американец. Очень эмоциональный, безрассудный и упрямый парень, из-за чего ему трудно справляться со страхом и новыми потерями. Ему 17 лет. Сначала он не доверял и ненавидел Эйдзи, обвиняя его в том, что он виновен в смерти его лучшего друга Юно во время первого налёта градозианцев на базу ООН. В конце концов, пройдя с ним через многие испытания, начинает доверять ему.
Роан Демитрич
Сэйю: Кацуми Ториуми
Он родом из Швейцарии, и ему 15 лет. Роан самый гениальный и здравомыслящий из всей команды ККК. Почти всегда остаётся спокойным и наблюдательным. Отличный стратег, он оценивает сложившеюся ситуацию и обдумывает наилучшие варианты их решения. Лучший друг Артура Каммингса. Благодаря высокому интеллекту, быстро сблизился с Эйдзи.
Симон Рефлан
Сэйю: Фуми Хирано
Ей 16 лет. Он аристократка англо-французского происхождения. Изначально показывается как упрямая, циничная и эгоистичная и не очень желает участвовать в борьбе против инопланетян, но позже влюбляется в Эйдзи и соглашается ради него бороться.
Артур Каммингс Джуниор
Сэйю: Юдзи Каномата
Ему 17 лет, самый старший из всей команды ККК. Был приближенным Роанны, несмотря на его тенденции к слабости, трусости и безволию, из-за этого часто выходит из себя и начинает нести бред. Он влюблён в Симону и она пользуется этим, чтобы заставить его делать всё, что она захочет.
Доктор Элизабет Клабери
Сэйю: Кэйко Тода
Ей 24 года, она наставник и космический инструктор ККК. Очень спокойная и сохраняет здравомыслие в самых опасных ситуациях, так она сумела успокоить детей во время первого нападения. Её главная цель — помочь детям сбежать на землю и предупредить основные сверх-державы о грядущем нападении инопланетян.
Милль Альберто / Джулия Асука
Сэйю: Мари Ёкоо
Старшая сестра Эйдзи, она была помолвлена с его лучшим другом Гейлом и через 2 месяца вышла замуж за него. Он отказалась прислушиваться к просьбам своих родителей, помочь Земле и убежала из дома, чтобы жить с Гейлом.
Ле Кайн
Сэйю: Канэто Сиодзава
Адмирал Градос. Он главный злодей сериала и враг Эйдзи. Назначен Верховным главнокомандующим Земли. Безжалостен и высокомерен, уверен в расовом превосходстве Градозианцев над людьми. Полон решимости править землёй и готов уничтожить любое сопротивление, но при этом предпочитает бороться справедливо из-за чувства чести.
Гостелло
Сэйю: Масаси Хиросэ
Старший офицер Градозианской милиции, который считает себя соперником Эйдзи и Гейл. Когда то питал романтически чувства к Юлии, но она его быстро отвергла. У него очень сильные психически и садистские тенденции, так он получает сильнейшее удовольствие от убийства и порой из-за этого теряет самоконтроль. Он жаждет убить Эйдзи.

## Появление в других медиа
Роботы и персонажи были включены в игру  Super Robot Wars для игровой консоли Game Boy Advance и Super Robot Wars GC для Nintendo . Они появлялись также Neo Super Robot Wars (дебют) и Super Robot Wars 64. Также элементы сериала появляются в игре Another Century's Episode и  Another Century's Episode 2.